# Codes pagasts
Codes pagasts er en territorial enhed i Bauskas novads i Letland. Pagasten havde 2.773 indbyggere i 2010 og omfatter et areal på 95,32 kvadratkilometer. Hovedbyen i pagasten er Code.